# گوستاو واگنر
گوستاو واگنر (به آلمانی: Gustav Franz Wagner) (زاده ۱۸ ژوئیه ۱۹۱۱- مرگ ۳ اکتبر ۱۹۸۰) یک نظامی اتریشی در دوره رایش سوم و جانشین فرمانده اردوگاه مرگ سوبیبور بود. وی در ۳ اکتبر ۱۹۸۰ در سائوپائولو خودکشی کرد.